# Theodor Däubler
Theodor Däubler (ur. 17 sierpnia 1876 w Trieście, zm. 14 czerwca 1934 w St. Blasien) – austriacki poeta i prozaik.
Służył w armii austro-węgierskiej, studiował i mieszkał we Włoszech. Odbył wiele podróży po Europie, Środkowym Wschodzie i Egipcie. Był prekursorem niemieckiego ekspresjonizmu. W latach 1910–1921 napisał dzieło swojego życia - epos Das Nordlicht zawierający jego poglądy na kosmogonię; uzupełnieniem i komentarzem do niego są dzieła poetyckie - Hesperien (1915) i Die Treppe zum Nordlicht (1920). Pisał także eseje (m.in. Der neue Standpunkt (Nowy punkt widzenia) z 1916 i Im Kampf um die moderne Kunst (W walce o nowoczesną sztukę) z 1918) i reportaże z podróży. Publikował również opowiadania i powieści (L’Africana, 1928 i Die Göttin mit der Fackel, 1931).